# Steffenberg
Steffenberg är en kommun i Landkreis Marburg-Biedenkopf i Regierungsbezirk Gießen i förbundslandet Hessen i Tyskland. Kommunen bildades 1 april 1972 genom en sammanslagning av de tidigare kommunerna Niedereisenhausen, Obereisenhausen, Niederhörlen ock Oberhörlen. De tidigare kommunerna  Steinperf och Quotshausen uppgick i Steffenberg 1 juli 1974.